# Khang Sinh
Khang Sinh (tiếng Trung: 康生; bính âm: Kāng Shēng); sinh ngày 04 tháng 11 năm 1898 - mất: 16 tháng 12 năm 1975), tên khai sinh là Trương Tông Kha (giản thể :张宗可; phồn thể :張宗可; bính âm: Zhāng Zōngkě ), Người Hán, là một Chính khách của Đảng Cộng sản Trung Quốc, từng giữ chức vụ Phó Chủ tịch Đảng, Phó Ủy viên trưởng Ủy ban Thường vụ Đại hội Đại biểu Nhân dân Toàn quốc Trung Quốc. Khang Sinh được coi là "Beria Trung Quốc" do đã hãm hại nhiều cán bộ trong Đảng Cộng sản Trung Quốc cả trong thời kì trước và sau Cách mạng Văn hóa, gây nhiều tổn thất cho nhân dân và Đảng Cộng sản. Khang Sinh đã là người đứng đầu cơ quan an ninh và gián điệp Cộng hòa Nhân dân Trung Hoa và sau này đã bị truy tố cùng với Tứ nhân bang (“bè lũ 4 tên”) ông là người đã thực hiện những ngược đãi các đồng chí của mình trong thời kỳ Cách mạng văn hóa. Năm 1980, ông bị trục xuất khỏi Trung ương Đảng Cộng sản Trung Quốc.
Ông từng là Chủ tịch Chính phủ Nhân dân tỉnh Sơn Đông (tương ứng chức vụ Tỉnh trưởng Chính phủ Nhân dân).